# Mark Clark Bridge
Mark Clark Bridge nebo General Mark Clark Bridge (tj. most Marka Clarka, most generála Marka Clarka), který byl postaven v roce 1949, převádí státní silnici Washington State Route 532 přes řeku Stillaguamish ze Stanwoodu na Caamañův ostrov. Most byl pojmenován na památku generála Marka Clarka (1896–1984), vyznamenaného armádního důstojníka v II. světové válce, který sloužil v pevnosti Lewis a strávil značnou část svého důchodu na Caamañově ostrově. Pobřežní vody okolo ostrova jsou příliš mělké pro provoz přívozu, proto byl tento most důležitou spojnicí pro obyvatele ostrova a návštěvníky.
Sedmnáctého srpna 2010 byl zprovozněn nový most – Camano Gateway Bridge. Most Marka Clarka byl následně uzavřen a zbourán.

## Camano Gateway Bridge
Washington State Department of Transportation (tj. Washingtonské státní ministerstvo dopravy) začalo s výstavbou nového mostu v létě roku 2009. Požadavky kladené na tento most byly:
- šířka mostu 17 m tak, aby byl most schopen pojmout čtyři pruhy silnice SR532 (původně byl most navrhován pro jen pro dva pruhy s celkovou šířkou 12 m),
- dočasné uspořádání odpovídající – v současné době existující – dvoupruhové silnici,
- zpevněná krajnice o šířce 2,4 m je určena pro bezpečný provoz cyklistů a chodců s takovým uspořádáním, které znemožňuje vyjetí vozidel z pruhů,
- splnění moderních prvků bezpečnosti při zemětřesení,
- nepřerušený lodní provoz na řece Stillaguamish.[4]